# Roudnice nad Labem (nádraží)
Roudnice nad Labem je železniční stanice ve stejnojmenném městě v okrese Litoměřice ve Ústeckém kraji přímo při břehu řeky Labe u městského mostu. Leží na dvoukolejné elektrizované trati 090 Praha–Děčín (3 kV ss) a jednokolejné neelektrizované trati Roudnice nad Labem – Zlonice. Dále se ve městě nacházejí železniční zastávky Roudnice nad Labem město, Roudnice nad Labem-Bezděkov a Roudnice nad Labem-Hracholusky.

## Historie
Stanice byla vybudována jakožto součást trati společnosti Severní státní dráha (NStB) spojující Prahu a Drážďany, podle univerzalizované podoby stanic celé železniční stavby. Nádraží mělo původně vzniknout v poli u vsi Bezděkov (později součást Roudnice) na východní straně od pozdější polohy, ale kvůli levnějším pozemkům bylo rozhodnuto o výstavbě blíže k centru města. 

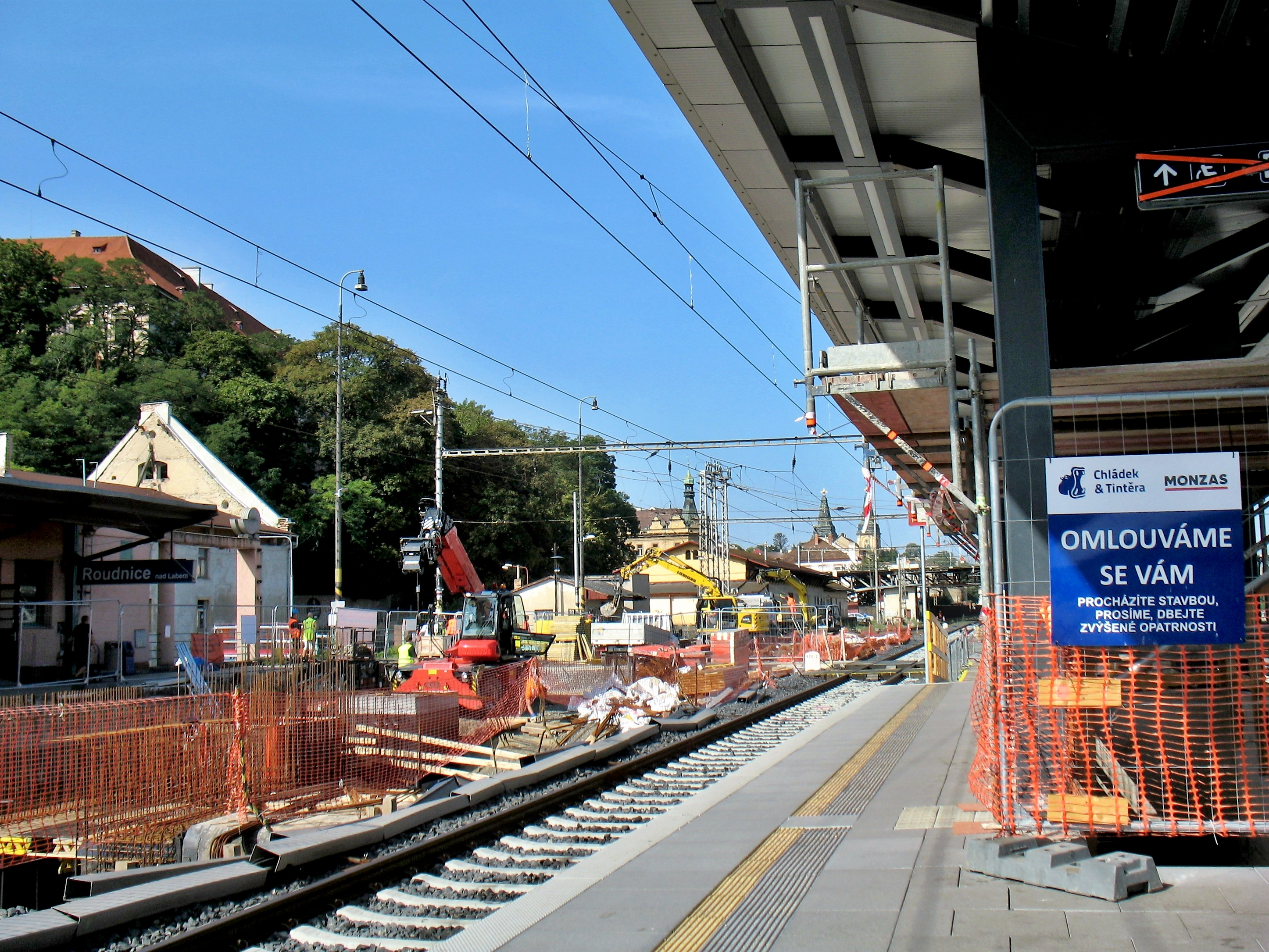
Modernizace roudnického nádraží, stav v srpnu 2022

Železnice zde lemuje levý polabský břeh, stavba si tedy vyžádala demolice starých budov v této lokalitě. Zbořena byla například stará synagoga (nahrazena v letech 1852–1853 novou synagogou) a další objekty místního židovského ghetta, rybářské domky, části městských hradeb nebo gotický kostel Sv. Václava (Panny Marie Loretánské) vystavěný z vůle pražského biskupa Jana IV. z Dražic. 1. června 1850 byl s roudnickým nádražím uveden do provozu celý nový úsek trasy z Prahy do Lovosic, odkud roku 1851 mohly vlaky pokračovat do Podmokel (Děčína) a na hranici se Saskem. Roku 1854 byla NStB privatisována a provozovatelem trati se stala Rakouská společnost státní dráhy (StEG).
V roce 1895 byla dle návrhu v Roudnici přechodně sídlícího architekta Aloise Otokara Samohrda ke stanici přistavěna čekárna III. třídy, kryté nástupiště a jedna dopravní kolej. 23. října 1900 otevřela společnost Místní dráha Roudnice – Hospozín železniční spojení své trati z nově postavené stanice Roudnice nad Labem-Bezděkov s Hospozínem (nádraží v Kmetiněvsi), 2. listopadu byla trať zaústěna do kolejiště staršího roudnického nádraží. Úsek byl později prodloužen několikakilometrovou spojkou až do Zlonic. Po zestátnění StEG roku 1908 pak stanici obsluhovaly Císařsko-královské státní dráhy (kkStB), po roce 1918 pak správu přebraly Československé státní dráhy, místní dráha byla zestátněna až roku 1925.

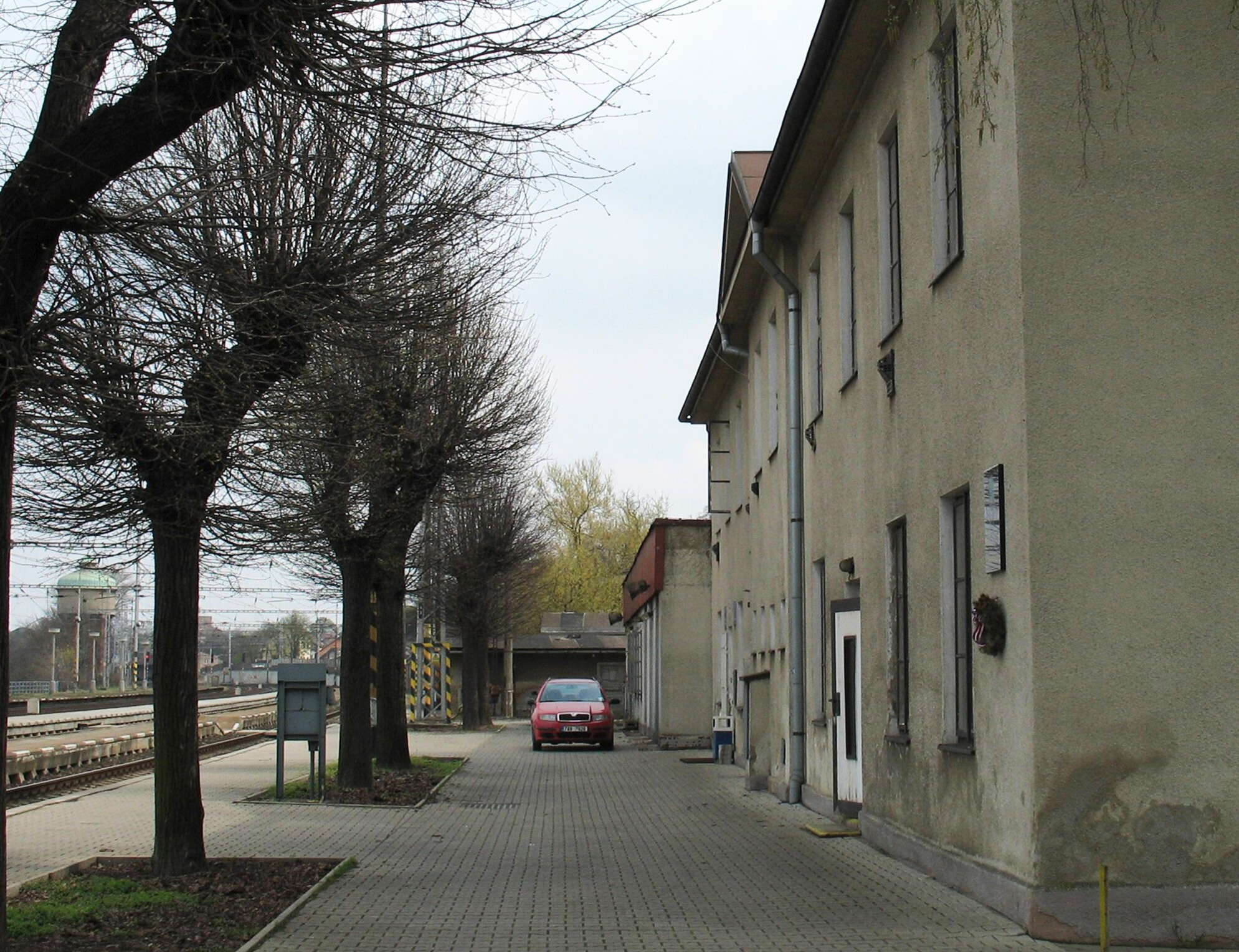
Budovy na 1. nástupišti, vpravo rodný dům českého filmového a divadelního herce Svatopluka Beneše

Z důvodu nutnosti zvýšení přepravní kapacity stanice proběhla z rozhodnutí Ministerstva železnic v letech 1929–1932 kompletní přestavba areálu roudnické stanice. Kolejiště bylo přestavěno a rozšířeno, nákladové nádraží bylo přesunuto do stanice Roudnice nad Labem-Bezděkov. Namísto staré nádražní budovy zde vznikla nová vícepatrová výpravní funkcionalistická budova podle návrhu architekta Vojtěcha Krcha a také věžová vodárna. Během hloubení základů byly odhaleny původní dlažby a celé zdi náležející k východnímu křídlu knížecího pivovaru, klenutá chodba, kterou vedlo potrubí čerpající říční vodu do pivovaru, a žlab pro odvod splašků.
Elektrický provoz ve stanici byl zahájen 1. ledna 1980.

## Popis
Stanicí prochází První železniční koridor, leží na trase 4. Panevropského železničního koridoru. Nachází se zde tři krytá bezbariérová nástupiště, ke kterým se přichází podchodem.
Stanice je vybavena od roku 2022 hlasovým systém INISS, který nahradil systém HIS od firmy MikroVOX, který ve stanici fungoval od roku 1917 v kombinaci s vizuálním informačním systémem VIS od firmy Starmon. Do roku 2017 se používalo hlášení systému ČD Speaker.
Součástí stanice je roudnický věžový vodojem.

## Rekonstrukce
Rekonstrukce nádraží byla zahájena v srpnu 2021 a dokončena byla v květnu 2023. Zásadní obnovou prošel podchod mezi nástupišti,  a to i z důvodu výstavbou nových výtahů pro zajištění bezbariérového přístupu. Byla vybudována tři nová nástupiště s lavičkami a provedeno zvýšení nástupních hran, aby mohl být využit bezbariérový přístup přímo do vlakových souprav. Výpravní budova prošla také částečnou rekonstrukcí, byl zde instalován nový orientační systém a nové osvětlení.

## Galerie

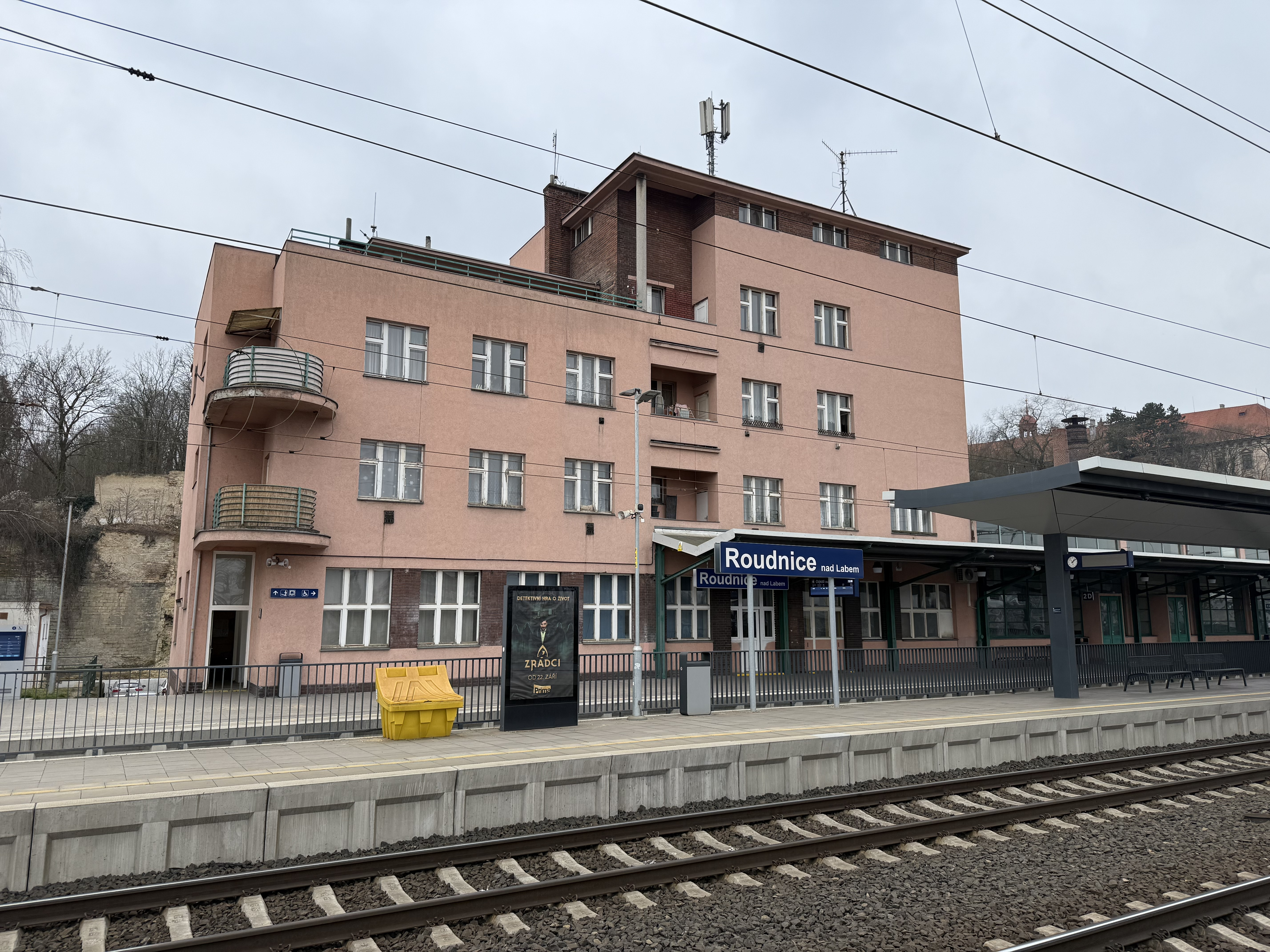
Roudnice nad Labem budova nádraží
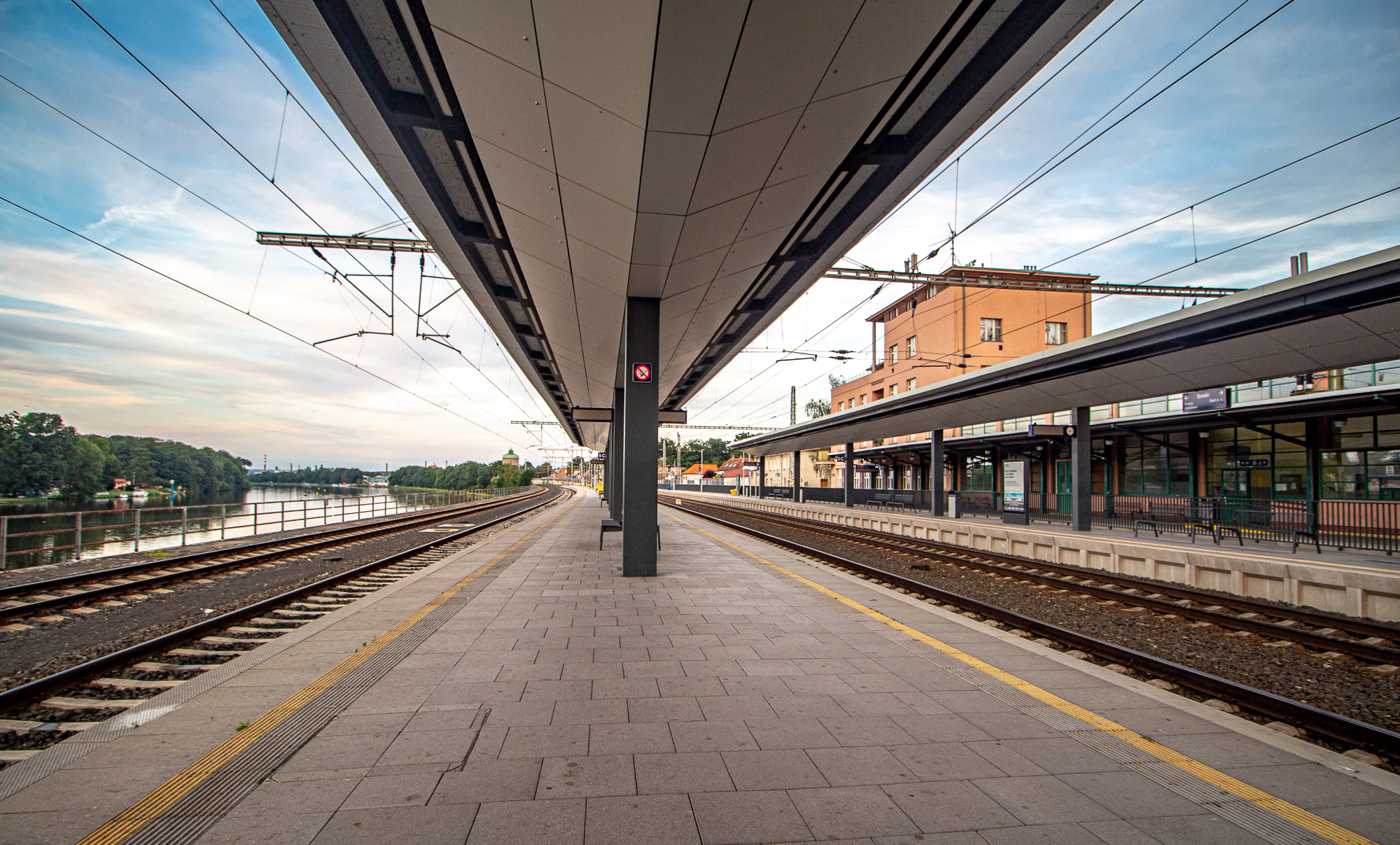
Nástupiště ze zastřešením
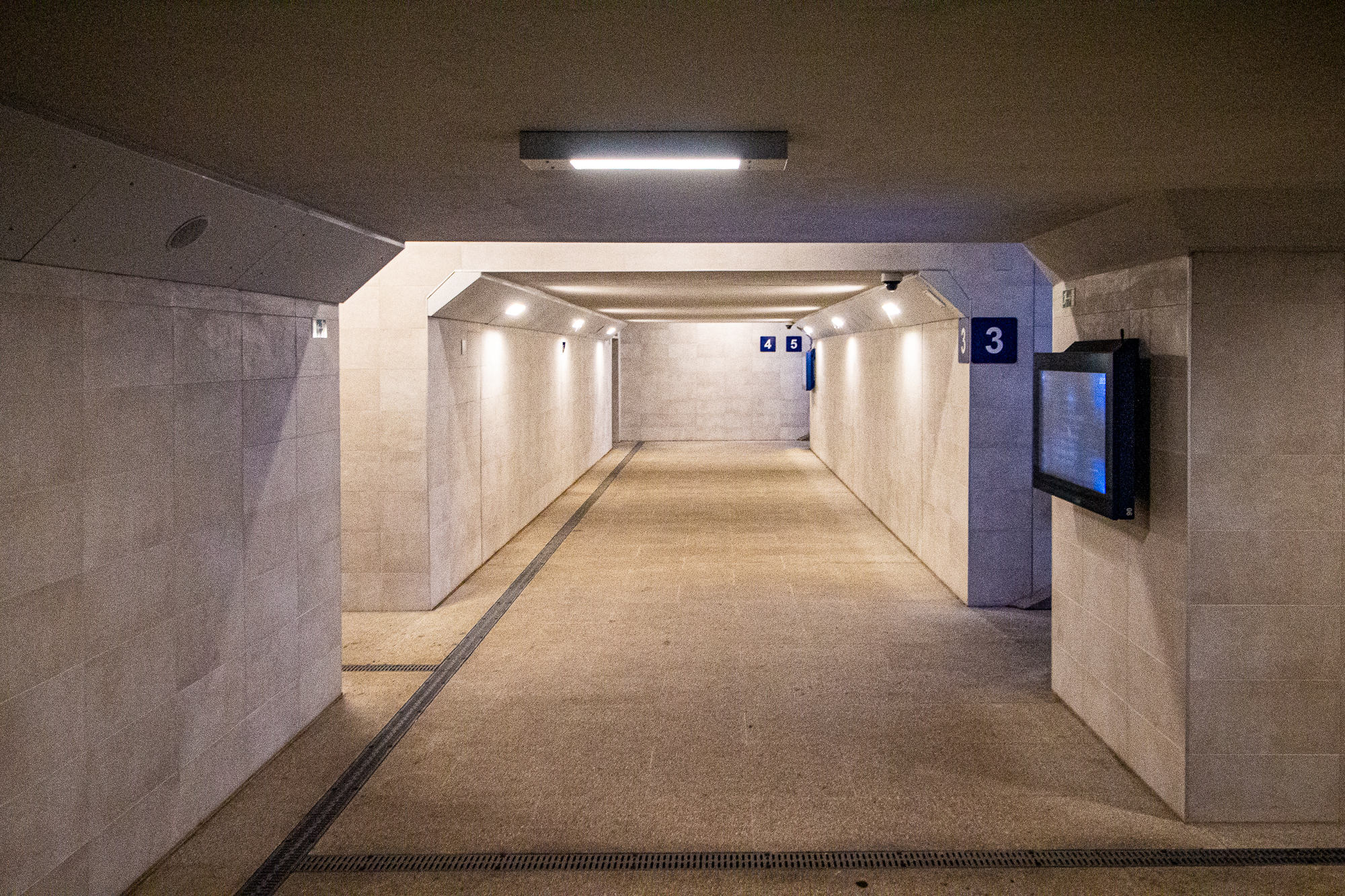
Podchod mezi nástupišti
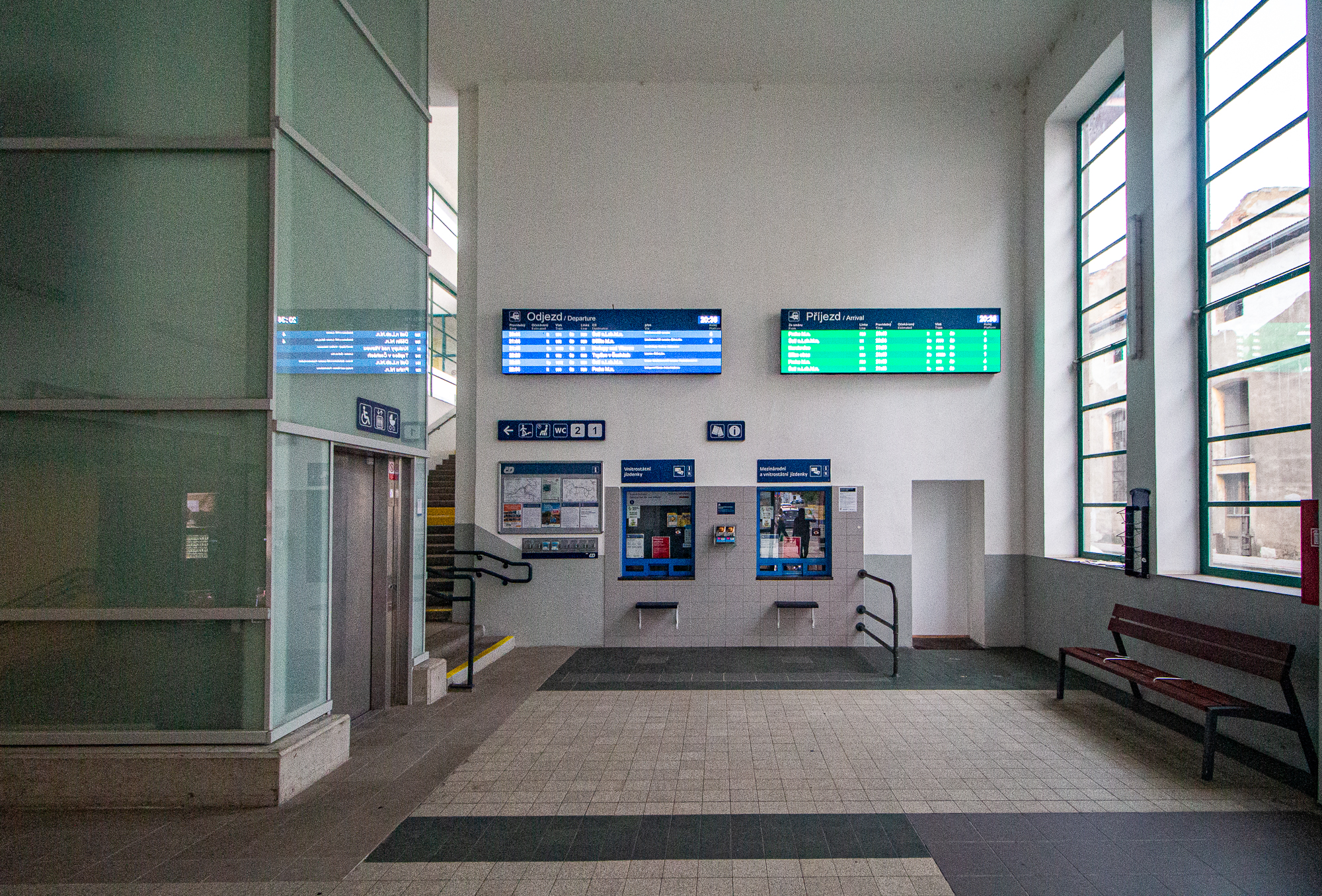
Pokladny na nádraží
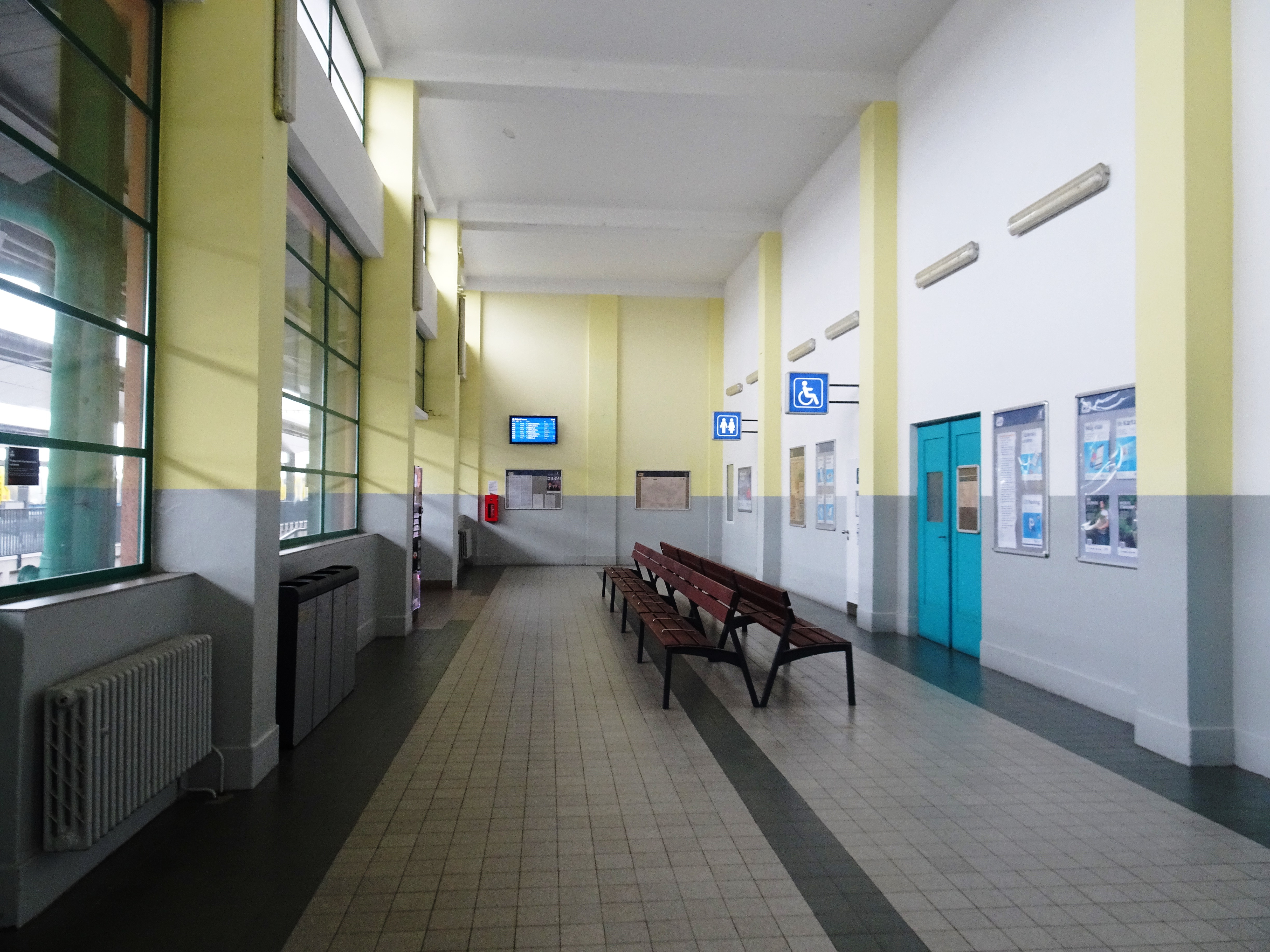
Čekárna nádraží